# Kościoły stacyjne w Poznaniu
Kościoły stacyjne w Poznaniu – poznańskie kościoły, w których w nawiązaniu do tradycji Kościoła rzymskiego, zrodzonej w IV-V w., kultywowany jest zwyczaj stacji wielkopostnych, celebrowanych każdego dnia w innej świątyni. Tradycję pielgrzymowania do kościołów stacyjnych w Poznaniu zapoczątkował w roku 2017 arcybiskup metropolita poznański Stanisław Gądecki.
W roku 2018 pielgrzymowanie stacyjne włączyło się w przeżywaną przez Archidiecezję Poznańską 1050. rocznicę powołania do istnienia pierwszego na ziemiach polskich biskupstwa w Poznaniu. Odbywało się ono pod hasłem: „Nawracajmy się, jesteśmy napełnieni Duchem Świętym”
W roku 2019 hasło wielkopostnej pielgrzymki po kościołach stacyjnych w Poznaniu brzmi „W mocy Ducha Chrystusa Ukrzyżowanego”.
W Polsce można pielgrzymować do kościołów stacyjnych także w Częstochowie, Krakowie, Lublinie, Łodzi, Olsztynie i Warszawie. Inspiratorką przeniesienia rzymskiej tradycji do Polski jest Hanna Suchocka, autorka książki Rzymskie pasje. Kościoły Stacyjne Wiecznego Miasta.

## Lista kościołów stacyjnych
Wielki Post:
- Środa Popielcowa – Bazylika archikatedralna Świętych Apostołów Piotra i Pawła w Poznaniu
  - Czwartek – Bazylika-Kolegiata Poznańska Matki Bożej Nieustającej Pomocy i św. Marii Magdaleny i św. Stanisława Biskupa w Poznaniu
  - Piątek – Kościół Najświętszego Zbawiciela w Poznaniu
  - Sobota – Kościół Akademicki Ojców Dominikanów w Poznaniu
- I niedziela Wielkiego Postu -  Kaplica szpitalna pw. Przemienienia Pańskiego - od roku 2019
  - Poniedziałek – Kościół Nawiedzenia Najświętszej Maryi Panny w Poznaniu
  - Wtorek – Kościół Nawrócenia św. Pawła Apostoła w Poznaniu
  - Środa – Kościół Imienia Maryi w Poznaniu
  - Czwartek – Kościół św. Jana Kantego w Poznaniu
  - Piątek – Kościół Najświętszego Serca Jezusa i św. Floriana w Poznaniu
  - Sobota – Kościół św. Stanisława Biskupa i Męczennika w Poznaniu
- II niedziela Wielkiego Postu - Kościół św. Jana Jerozolimskiego za murami w Poznaniu - od 2020 roku 
  - Poniedziałek - Kościół św. Jadwigi Śląskiej w Poznaniu
  - Wtorek - Kościół św. Wojciecha w Poznaniu
  - Środa - Kościół św. Stanisława Kostki w Poznaniu
  - Czwartek - Kościół św. Rocha w Poznaniu
  - Piątek – Kościół Miłosierdzia Bożego w Poznaniu
  - Sobota – Kościół Świętego Krzyża w Poznaniu
- III niedziela Wielkiego Postu - Kościół Najświętszej Maryi Panny Niepokalanie Poczętej w Poznaniu - od 2021 roku
  - Poniedziałek – w roku 2017 Kościół św. Jana Jerozolimskiego za murami w Poznaniu, w roku 2018 - Kaplica Radia Emaus pw. Najświętszego Serca Pana Jezusa[4], od roku 2019 - Kościół Zwiastowania Pańskiego w Poznaniu
  - Wtorek - Kościół św. Karola Boromeusza w Poznaniu
  - Środa – Kościół św. Ojca Pio z Pietrelciny w Poznaniu
  - Czwartek – Kościół św. Franciszka Serafickiego w Poznaniu
  - Piątek – Kościół Najświętszej Maryi Panny Wspomożenia Wiernych w Poznaniu
  - Sobota – Kościół Bożego Ciała w Poznaniu
- IV niedziela Wielkiego Postu 
  - Poniedziałek - Kościół św. Antoniego Padewskiego w Poznaniu
  - Wtorek – Sanktuarium św. Józefa w Poznaniu
  - Środa - Kościół św. Marcina w Poznaniu
  - Czwartek - Kościół Świętej Trójcy w Poznaniu
  - Piątek – Kościół Objawienia Pańskiego w Poznaniu
  - Sobota - Kościół Zmartwychwstania Pańskiego w Poznaniu, od roku 2018 - Kościół Najświętszego Serca Jezusowego i Matki Boskiej Pocieszenia w Poznaniu
- V niedziela Wielkiego Postu
  - Poniedziałek - Kościół Matki Boskiej Bolesnej w Poznaniu
  - Wtorek – Kościół św. Anny w Poznaniu
  - Środa - Kościół św. Michała Archanioła w Poznaniu
  - Czwartek - Kościół Wniebowstąpienia Pańskiego w Poznaniu
  - Piątek - Kościół Najświętszej Krwi Pana Jezusa w Poznaniu
  - Sobota - Kościół św. Jana Bosko w Poznaniu

Wielki Tydzień:
- Niedziela Palmowa - Bazylika archikatedralna Świętych Apostołów Piotra i Pawła w Poznaniu